# Левицкий, Любомир Васильевич
Любомир Васильевич Левицкий (укр. Любомир Васильович Левицький; род. 17 сентября 1980, Верховина, Ивано-Франковская область) — украинский кинорежиссёр, сценарист, продюсер и спикер. Режиссёр первого украинского триллера «Штольня». Любомир позиционирует себя на рынке как режиссёр, строящий мост между Украиной и США в рамках индустрии.

## Биография
Родился 17 сентября 1980 г. в туристическом городке Верховина, где провёл детство и школьные годы. Учился в Верховинской общеобразовательной школе. Окончил исторический факультет Черновицкого университета по специальности «историк-археолог».
На втором курсе университета взял академотпуск и уехал в Париж, а затем в Германию, где остался на время, работая и учась в киношколу, где начал писать первые сценарии музыкальных и рекламных роликов.

## Карьера

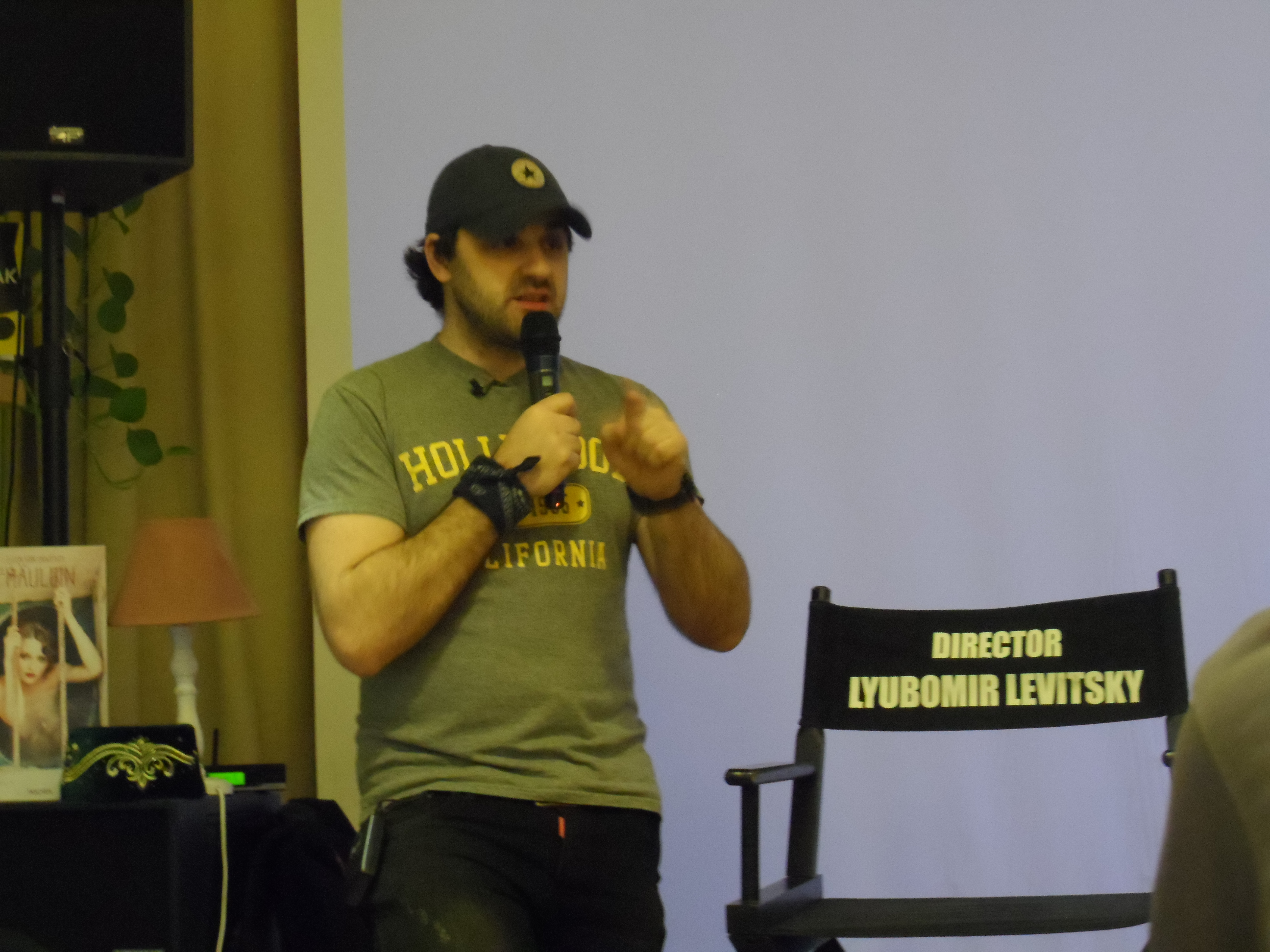
Любомир Левицкий на съемочной площадке, 2015 год

Свою карьеру в кино начал в достаточно юном возрасте, быстро поднявшись в список самых известных украинских кинорежиссёров. Вернувшись в Украину, Любомир принял предложение Алексея Хорошко стать режиссёром первого украинского молодёжного триллера «Штольня», вышедшего в украинский прокат в 2006 году. С детства интересовался мистикой, приключениями и любил организаторскую деятельность. В юности имел свой собственный магазин видеопродукции.

## Семья
Жена Любомира также работает в киноиндустрии. Наталия Левицкая являлась исполнительным продюсером таких проектов, как «Тени незабытых предков», «SelfieParty», «Ломбард» и др., в которых она работала с мужем.
В 2010 году у пары родился сын Захар.

## Творческое наследие
В 2004 году Любомир снял свой дебют в кино. Им стал первый на Украине украиноязычный фильм на широких экранах — триллер «Штольня». Фильм получил большую и нестандартную промокампанию и принес режиссёру славу национального уровня. Вдохновившись украиноязычным кино, правительство взяло инициативу положить начало дубляжу голливудского кино на украинском языке и это стало трендом.
В 2007 году вышел короткометражный фильм «20 долларов».
В 2009 году — короткометражный фильм «Обійми мене».
В 2013 году мир увидел сразу два полнометражных фильма — «Ломбард» и «Тени незабытых предков». В обеих картинах Любомир был режиссёром и сценаристом. Именно фильм «Тени незабытых предков» стал настоящим хитом, доказавшим, что украинцы хотят смотреть украинское кино. Этот мистический триллер стал беспрецедентным в истории страны по своей бизнес-модели и промокампании. Фильм окупил себя в кинопрокате, однако, из-за начала событий на Майдане в 2013 году не успел добрать всю кассу
В 2016 году Любомир снял экспериментальную молодёжную комедию «SELFIEPARTY», промокампания и кастинг которой были проведены с сочетанием онлайн-технологий. Это изменило подход к отбору актёров и работе киномаркетинга в целом.
В 2017 году Любомир временно переехал в Лос-Анджелес, где по 2019 год занимался развитием своего голливудского дебюта «Скелет в шкафу». Пока фильм находится в производстве.
В 2021 году вышел полнометражный фильм «Сумасшедшая свадьба 3». В этом же году Любомир на Украине готовится к съёмке зрелищного украинского фильма о супергерое «Капитан Украина».
Любомир Левицкий является сценаристом и режиссёром всей своей фильмографии, кроме «Сумасшедшая свадьба 3». Отметим, что Любомир единственный режиссёр с такой большой подборкой фильмов, где выходил в роли сценариста, испытавших коммерческий успех.
Режиссёром создан специальный Youtube Vlog «Капітан Україна», где можно наблюдать за всеми этапами создания проекта.
Параллельно со съемками полнометражных картин Любомир снимал клипы для многих украинских артистов. Также режиссёр востребован на рекламном рынке: с 2007 по 2020 года снял большое количество рекламных роликов для разных брендов.
Любомир Левицкий является инициатором таких проектов, как «Голливуд изнутри». Это образовательный проект, состоящий из серии мастер-классов от голливудских мастеров.
Антипиратский проект «Дай шанс мрії» направлен на сокращение пиратства в стране. Проект поддержали Посольство США в Украине и альянс «Чисте Небо»
Любомир является достаточно сильным спикером по теме режиссуры, продюсирования и мотивации. Он постоянно дает лекции и мастер-классы по всей стране для начинающих фильмейкеров и людей из креативной сферы.
В конце 2022 года вышел документальный фильм «Иди за мной» о спасении попавшей под обстрел солдат РФ украинской пары. В июне супруги двигались на авто эвакуировать родителей и под Изюмом попали под обстрел. Мужчина был тяжело ранен. Обстрел наблюдали с дрона украинские военные, которые потом с помощью коптера вывели супругу в безопасное место. Мужчина наутро пришел в себя и смог дойти к позициям войск Украины.

## Награды
В апреле 2007 года на IV-м Киевском международном «Кинофоруме Украина-2007», который ежегодно организовывала компания Андрея Ризоля «ВАВИЛОН», фильм «Штольня» получил сразу три специализированные премии «25 кадр» в номинациях: «Лучший лозунг», «Лучший трейлер» и «Лучший постер».
Дистрибьютор и спонсор фильма компания Артхаус трафик также победил на этом кинофоруме в номинации «За развитие некоммерческого кино».
В 2007 году Любомир Левицкий удостоен диплома за лучшую режиссуру за короткометражный фильм «20 доларів» на фестивале «Мобильное кино от Djuice».
В 2008 году на российском фестивале рекламных роликов «25 кадр» Любомир Левицкий занял второе место в номинации «Дебютная режиссёрская работа» и был признан лучшим режиссёром-дебютантом телевизионных рекламных роликов в СНГ за его рекламный ролик для сухариков «Флинт» под названием «Флинт» пачка", где в главной роли сыграл российский рэпер Серега.
Лауреат премии «Celebrity Awards 2020» в номинации «Режиссёр года», которую ежегодно вручает ОО ПО «Україна Славетна».
В 2021 году Любомир Левицкий вместе с женой получили Главную семейную премию Украины «Родина року».

## Ссылка
- Любомир Левицкий (англ.) на сайте Internet Movie Database
- Лучшие украинские режиссёры независимой Украины от Телеграфа
- Любомир Левицкий: «Мы — продавцы историй». Интервью на Telekritika